# Efraim Otto Runeberg
Efraim Otto Runeberg, född 29 juli 1722 på Drottningholm, död 19 januari 1770 i Vasa, var en svensk-finländsk lantmäteridirektör och nationalekonomisk författare,
Runeberg blev student vid Uppsala universitet 1733, ingick 1746 som volontär vid Fortifikationen och utnämndes 1750 till uppsyningsman vid befästningsarbetena på Sveaborg. Samma år blev han direktör för Finlands geografiska mätningskommission. Han var från 1759 ledamot av Vetenskapsakademien i Stockholm. 
Som lantmäteridirektör verkställde Runeberg en omreglering av de under hans uppsikt stående arbetena från geografiska till geometriska samt påbörjade och ledde storskiftet i landet. Han uppträdde även ganska flitigt som författare, företrädesvis inom statsekonomins område, där han i flera fall hyllade grundsatser, som vid den tiden var mindre allmänna. Så framhöll han i Tankar om et rätt kammar- och skattläggningswärk (1761), att alla utlagor småningom borde utbytas mot personliga avgifter samt att näringarna och sjöfarten så mycket som möjligt borde befrias från särskilda skatter. Mindre lyckad var han i sina förslag, då han i Nödige påminnelser wid tjenstehjons-stadgan (1761) yrkade, att genom särskild lag tjänstehjonen inom varje socken borde fördelas efter en viss proportion på de olika gårdarna. 
Även som filosofisk författare försökte Runeberg sig genom sina Samtal om människans själ (I–II, 1770), till formen en efterbildning av Bernard le Bovier de Fontenelles "Entretiens sur la pluralité des mondes" och till innehållet anslutande sig till John Locke och Magnus Rydelius. För övrigt lämnade han till Vetenskapsakademiens Handlingar fem uppsatser, av vilka den utförligaste innehåller en ganska fullständig beskrivning över Laihela socken i Österbotten och ett par andra behandlar frågan om vattenminskningen, vilken han ansåg vara obevisad.